# ۴۸۹ (میلادی)
۴۸۹ (میلادی) چهارصد و هشتاد و نهمین سال تقویم میلادی است.

## زادگان
- امپراتور بوریتسو؛ امپراطور ژاپن (مرگ: ۵۰۶م.)